# Vodacom Cup
La Vodacom Cup est une ancienne compétition annuelle de rugby à XV créée en 1998 qui se jouait principalement en Afrique du Sud de février à mai jusqu’à sa disparition en 2015. Elle tient son nom de son sponsor principal, l’entreprise de téléphonie Vodacom. L’ultime tenant du titre est l'équipe des Pumas.

## Historique
Lancée en 1998, la compétition se déroule de février à mai en parallèle au Super 14 et permet aux 14 équipes de provinces sud-africaines de tester de jeunes talents avant la Currie Cup pendant que les meilleurs joueurs sont retenus par le Super 14. La fédération sud-africaine (SARU) a en outre imposé des quotas ethniques qui obligent les équipes à intégrer des noirs et des métis.
En décembre 2009, il est décidé de faire passer le nombre d'équipes de 14 à 16 avec l'intégration d'une sélection argentine, le Pampas XV, basée à Stellenbosch, et une sélection namibienne, les Namibia Welwitschias. L'arrivée de l'Argentine correspond au désir de faciliter l'intégration des Pumas au tournoi de l'hémisphère sud, le Tri-nations, prévue en 2012. 
Pour la Namibie, il s'agit de l'aider à se préparer pour la Coupe du monde 2011. La sélection jouera ses quatre matchs à domicile dans la capitale namibienne, Windhoek, et devra supporter tous les frais de déplacement. Uniquement pour l'édition 2014, une équipe regroupant les joueurs de l'équipe du Kenya sous le nom de Simba XV participe à la compétition.

## Format
Le championnat 2015 se déroule en deux phases. Les 16 équipes sont d’abord réparties en deux poules :

### Participants
| \| Blue Bulls Boland Cavaliers Border Bulldogs Eastern Province Kings Falcons Free State XV Golden Lions Griffons Griquas Léopards XV Limpopo Blue Bulls Pumas Sharks XV Welwitschias SWD Eagles W. Province \| Localisation des équipes |
| Blue Bulls Boland Cavaliers Border Bulldogs Eastern Province Kings Falcons Free State XV Golden Lions Griffons Griquas Léopards XV Limpopo Blue Bulls Pumas Sharks XV Welwitschias SWD Eagles W. Province                                |

| Équipes édition 2015   |                            |                |
| Équipe                 | Stade                      | Ville          |
| Pole Nord              |                            |                |
| Blue Bulls             | Loftus Versfeld            | Pretoria       |
| Falcons                | Barnard Stadium            | Kempton Park   |
| Golden Lions           | Ellis Park Stadium         | Johannesburg   |
| Griffons               | North West Stadium         | Welkom         |
| Léopards XV            | Olën Park                  | Potchefstroom  |
| Limpopo Blue Bulls     | Peter Mokaba Stadium       | Polokwane      |
| Pumas                  | Mbombela Stadium           | Nelspruit      |
| Welwitschias           | Hage Geingob Stadium       | Windhoek       |
| Poule Sud              |                            |                |
| Boland Cavaliers       | Boland Stadium             | Wellington     |
| Border Bulldogs        | Buffalo City Stadium       | East London    |
| Eastern Province Kings | Nelson Mandela Bay Stadium | Port Elizabeth |
| Free State XV          | Free State Stadium         | Bloemfontein   |
| Griquas                | Griquas Park               | Kimberley      |
| Sharks XV              | Kings Park Stadium         | Durban         |
| SWD Eagles             | Outeniqua Park             | George         |
| Western Province       | Newlands Stadium           | Le Cap         |

Les quatre premiers de chaque poule se qualifient pour des phases finales à élimination directe qui débutent au stade des quarts de finale.

## Palmarès
| Date | Vainqueur           | Score   | Finaliste           |
| ---- | ------------------- | ------- | ------------------- |
| 1998 | Griquas             | 57 - 0  | Golden Lions        |
| 1999 | Golden Lions        | 73 - 7  | Griquas             |
| 2000 | Free State Cheetahs | 44 - 24 | Griquas             |
| 2001 | Blue Bulls          | 42 - 24 | Boland Cavaliers    |
| 2002 | Golden Lions        | 54 - 38 | Blue Bulls          |
| 2003 | Golden Lions        | 26 - 17 | Blue Bulls          |
| 2004 | Golden Lions        | 35 - 16 | Blue Bulls          |
| 2005 | Griquas             | 27 - 25 | Léopards            |
| 2006 | Falcons             | 25 - 17 | KZN Wildebeest      |
| 2007 | Griquas             | 33 - 29 | Blue Bulls          |
| 2008 | Blue Bulls          | 22 - 21 | Free State Cheetahs |
| 2009 | Griquas             | 28 - 19 | Blue Bulls          |
| 2010 | Blue Bulls          | 31 - 29 | Free State Cheetahs |
| 2011 | Pampa XV            | 14 - 9  | Blue Bulls          |
| 2012 | Western Province    | 20 - 18 | Griquas             |
| 2013 | Golden Lions        | 42 - 28 | Pumas               |
| 2014 | Griquas             | 30 - 6  | Golden Lions        |
| 2015 | Pumas               | 24 - 7  | Western Province    |

## Bilan par équipes
| Club                | Titre(s) | Premier(s) - Dernier(s) |
| ------------------- | -------- | ----------------------- |
| Golden Lions        | 5        | 1999-2013               |
| Griquas             | 5        | 1998-2014               |
| Blue Bulls          | 2        | 2001-2010               |
| Falcons             | 1        | 2006                    |
| Free State Cheetahs | 1        | 2000                    |
| Western Province    | 1        | 2012                    |
| Pampas XV           | 1        | 2011                    |
| Pumas               | 1        | 2015                    |